# Вила-Флор (район)
Вила-Флор (порт. Vila Flor) — населённый пункт и район в Португалии, входит в округ Браганса. Является составной частью муниципалитета Вила-Флор. По старому административному делению входил в провинцию Траз-уж-Монтиш и Алту-Дору. Входит в экономико-статистический субрегион Доуру, который входит в Северный регион. Население составляет 2531 человек на 2001 год. Занимает площадь 32,20 км².